# You Make It Real
"You Make It Real" – szósty singiel brytyjskiego wokalisty Jamesa Morrisona i pierwszy z jego drugiego albumu Songs for You, Truths for Me. Utwór został wydany 22 września 2008 roku, tydzień przed oficjalną premierą albumu.
Tę piosenkę wykonywał także Akon podczas audycji Live Lounge w radiu BBC Radio 1.

## Teledysk
Teledysk utworu miał premierę we wrześniu i ukazuje Morrisona wędrującego w różnych miejscach Los Angeles. Jedno ujęcie przedstawia znak drogowy z napisem "110 Freeway", dotyczący drogi biegnącej przez śródmieście metropolii. Klip ukazuje artystę w różnych sytuacjach, najpierw siedzącego w taksówce, później przy basenie, przyjeżdżającego do hotelu i śpiewającego na scenie. Przedstawia także Morrisona siedzącego w barze i sklepie z kawą. Ujęcia pod koniec klipu ukazują wokalistę wędrującego samego. Teledysk utworu był załączony do ścieżki dźwiękowej z filmu Kobiety pragną bardziej.

## Listy utworów i formaty singla
CD singiel
1. "You Make It Real"
2. "Sitting On A Platform"

CD-maxi singiel
1. "You Make It Real" (wersja radiowa)
2. "Sitting On A Platform"
3. "Movin' On"
4. "You Make It Real" (wersja akustyczna na żywo)
5. "You Make It Real" (videoclip)